# Corumbataia tocantinensis
Corumbataia tocantinensis är en fiskart som beskrevs av Britski, 1997. Corumbataia tocantinensis ingår i släktet Corumbataia och familjen Loricariidae. Inga underarter finns listade i Catalogue of Life.